# Ange Santini
Ange Santini (Calvi, 10 giugno 1959) è un politico francese.

## Biografia
Nato in Corsica, politico dell'UMP, nel 1983 divenne consigliere municipale di Calvi e nel 1995 divenne sindaco. Nel 1998 venne eletto consigliere territoriale l'anno dopo fu rieletto come consigliere territoriale. Nel 2001 è stato rieletto sindaco di Calvi e divenne presidente dell'Associazione dei Sindaci della Balagne che cambiò nome in Comunità di comuni di Calvi Balagna. Nel 2003 diventa fondatore del polo turistico della Balagna. Nel 2004 diventa presidente del Consiglio esecutivo della Corsica e quindi dovette lasciare la carica di sindaco di Calvi per diventare vicesindaco. Nel 2006 diventa presidente dell'Agenzia per lo Sviluppo Economico della Corsica (ADEC). Nel 2010 è stato rieletto sindaco di Calvi per la terza volta.